# 오차 함수

오차함수의 그래프

오차 함수(誤差函數, error function)는 확률론, 통계학, 편미분 방정식 등에서 사용하는 비초등 함수이다. 가우스 오차 함수라고도 하며 다음과 같이 정의한다.
{\displaystyle \operatorname {erf} (x)={\frac {2}{\sqrt {\pi }}}\int _{0}^{x}e^{-t^{2}}\,\mathrm {d} t}
오른쪽 항을 테일러 급수로 전개하여 적분하면 모든 실수 x에 대해 다음과 같은 식을 얻는다.
{\displaystyle {\begin{aligned}\operatorname {erf} (x)&={\frac {2}{\sqrt {\pi }}}\sum _{n=0}^{\infty }{\frac {(-1)^{n}x^{2n+1}}{(2n+1)n!}}\\&={\frac {2}{\sqrt {\pi }}}\left(x-{\frac {x^{3}}{3}}+{\frac {x^{5}}{10}}-{\frac {x^{7}}{42}}+{\frac {x^{9}}{216}}-\ \cdots \right)\end{aligned}}}

여오차 함수 그래프

'여오차 함수(餘誤差函數)'는 erfc라고 쓰며 오차 함수를 이용하여 다음과 같이 정의한다.
{\displaystyle {\mbox{erfc}}(x)=1-{\mbox{erf}}(x)={\frac {2}{\sqrt {\pi }}}\int _{x}^{\infty }e^{-t^{2}}\,\mathrm {d} t}
'복소오차 함수'는 w(x)라고 쓰며 오차함수를 이용하여 다음과 같이 정의한다.
{\displaystyle w(x)=e^{-x^{2}}{\textrm {erfc}}(-ix)}

## 정규 분포와의 관계
오차함수는 정규 분포의 누적분포함수와 본질적으로 동일하다. Φ라고 쓰며 상수배하거나 평행이동하는 차이밖에 없다.
{\displaystyle \Phi (x)={\frac {1}{2}}\left[1+{\mbox{erf}}\left({\frac {x}{\sqrt {2}}}\right)\right]}
정규 분포가 확률론 및 통계학오차함수 역시 자주 사용된다.